# Střelná zbraň

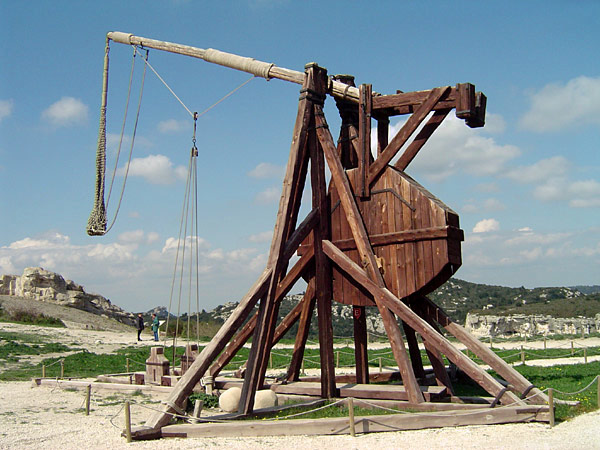
Trebuchet na Château des Baux ve Francii

Střelná zbraň je zařízení, které vysílá hmotné projektily na cíl. Účelem je zničení nebo poškození cíle. Nejrozšířenějším druhem střelných zbraní jsou v současné době palné zbraně.[zdroj?]
Střelná zbraň předává střele (projektilu) kinetickou energii, potřebnou k její dopravě a silovému působení na cíl. Silové působení může, ale nemusí být hlavním účinkem projektilu.
Nejstarší střelné zbraně užívaly jako zdroj různě transformovanou a akumulovanou mechanickou energii lidských nebo i zvířecích svalů, palné zbraně využívají chemickou energii zápalné látky. Probíhá intenzivní výzkum využití dalších fyzikálních principů (elektromagnetický princip, plazmová děla, laserové zbraně) – zatím bez významnějších praktických aplikací.

## Základní rozdělení střelných zbraní

### Mechanické střelné zbraně
Mechanická střelná zbraň je střelná zbraň, u které je funkce odvozena od okamžitého uvolnění nahromaděné mechanické energie.
Mechanické střelné zbraně využívají k nahromadění energie nejčastěji mechanické převody, páky nebo přechodnou deformaci pružin.
Patří mezi ně například:
- Luk
- Kuše
- Prak
- Balista
- Katapult
- Trebuchet

### Plynové střelné zbraně
Plynová střelná zbraň je střelná zbraň, u které je funkce, výstřel náboje, odvozena od okamžitého uvolnění energie stlačeného vzduchu nebo jiného plynu. Patří mezi ně:
- Vzduchovka – využívá k pohonu střely vzduch mechanicky stlačený v okamžiku výstřelu
- Větrovka – používá nádrž na stlačený vzduch. Např. historická zbraň Girandoni – rakouská vojenská opakovací větrovka vz. 1779, nebo současná Benjamin Marauder 6,35mm
- CO2 – zbraně používající k pohonu jiný stlačený plyn (obvykle CO2)

Podle současného zákona o zbraních:
- Paintbalová zbraň je plynová zbraň, kterou se vystřeluje střela se značkovací látkou.[1]

### Palné střelné zbraně
Palná zbraň je střelná zbraň, u které je funkce odvozena od okamžitého uvolnění chemické energie výbušniny.
Palné střelné zbraně se dělí na:
- kulové zbraně – Kulová zbraň je palná zbraň s hlavní (hlavněmi) pro střelbu kulovými náboji nebo kulovými střelami, případně speciálními náboji nebo střelami pro kulovou zbraň[1].
- brokové zbraně (brokovnice) – Broková zbraň je palná zbraň s hlavní (hlavněmi) pro střelbu brokovými náboji, případně speciálními náboji pro brokovou zbraň[1].
- kombinované palné zbraně – Kombinovaná zbraň je palná zbraň s hlavní (hlavněmi) pro střelbu kulovými náboji nebo kulovými střelami, případně speciálními náboji nebo střelami pro kulovou zbraň a s hlavní (hlavněmi) pro střelbu brokovými náboji, případně speciálními náboji pro brokovou zbraň[1].
- signální palné zbraně – Signální zbraň je jednoúčelové zařízení na principu krátké nebo dlouhé zbraně pro použití signálních nábojů ráže větší než 16 mm[1].
- expanzní palné zbraně – Expanzní zbraň je palná zbraň, jejíž konstrukce vylučuje použití kulového náboje nebo náboje s hromadnou střelou[1].
  - akustické zbraně – poplašné nebo startovací pistole
  - plynovky – vystřelující plynové nábojky s dráždivou látkou